# Egidius Kwartet

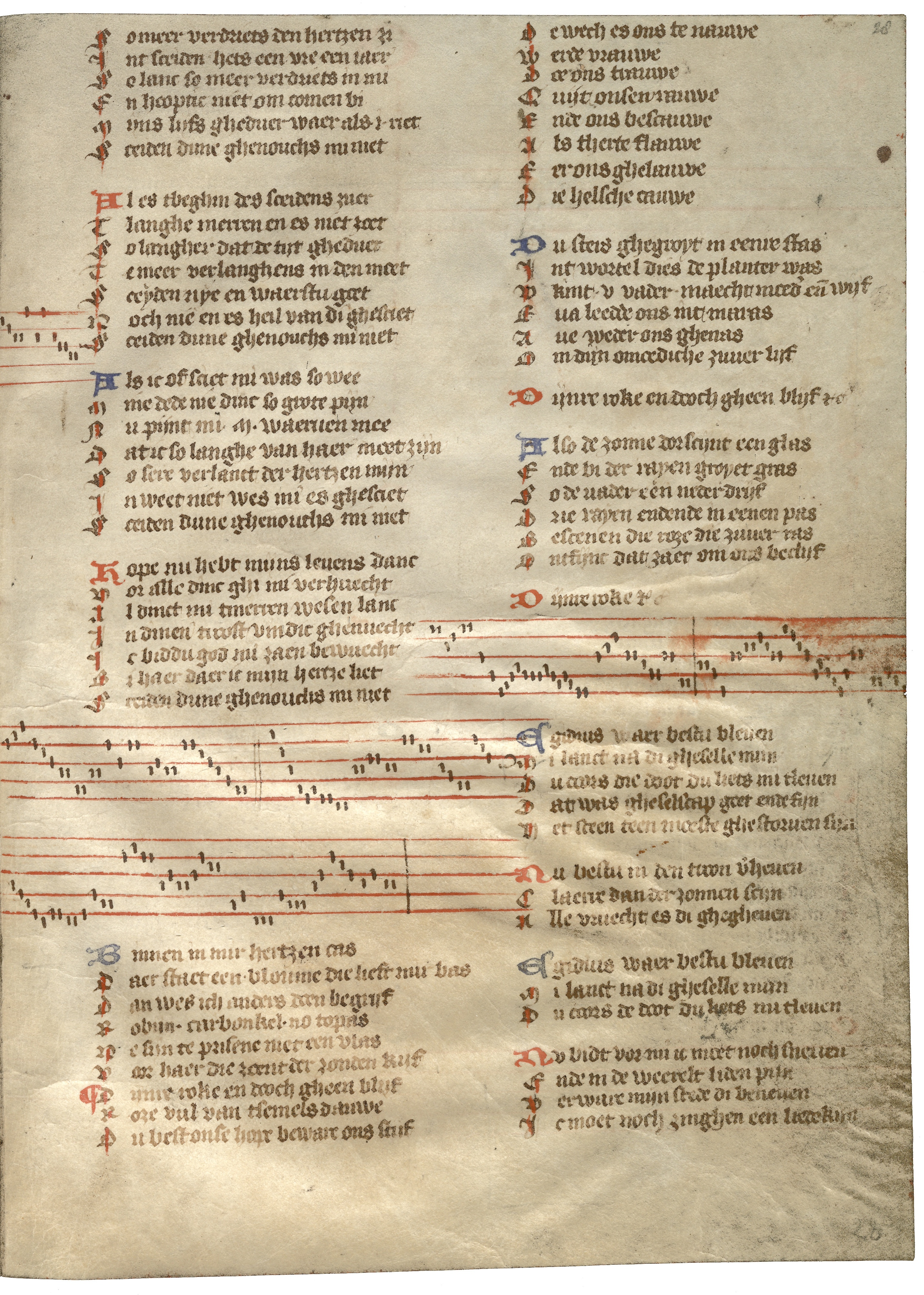
Folio 28r du manuscrit de Gruuthuse avec, en bas à droite, la chanson d'Égide, personnage qui a inspiré le nom du quatuor néerlandais.

 (décembre 2021).
Si vous disposez d'ouvrages ou d'articles de référence ou si vous connaissez des sites web de qualité traitant du thème abordé ici, merci de compléter l'article en donnant les références utiles à sa vérifiabilité et en les liant à la section « Notes et références ».
Egidius Kwartet (le Quatuor Egidius) est un quatuor vocal néerlandais spécialisé dans la musique de la Renaissance et la musique contemporaine aux Pays-Bas, dans le sens large du terme.

## Création et projets
Quatre membres du Chœur baroque d'Amsterdam (Amsterdam Baroque Choir) de Ton Koopman ont fondé le Quatuor Egidius en 1995.  
Dès le début, l'objectif était de chanter de la musique de la Renaissance et de l'époque contemporaine des Pays-Bas (dans le sens le plus large).
Le Quatuor a été appelé d'après Egidius (Égide), personnage qui figure dans l'un des plus célèbres poèmes en moyen néerlandais du manuscrit Gruuthuse.

## Répertoire

### Musique de la Renaissance
Le noyau du répertoire est constitué par la musique écrite à l'époque et sous l'influence des Habsbourg (Charles Quint, Marguerite d'Autriche, Philippe II). 
Par leurs recherches, par des CD et des concerts, le Quatuor Egidius a attiré l'attention sur les œuvres de maîtres oubliés comme Nicolas Payen, Cornelius Canis, Thomas Crecquillon et Gheerkin de Hondt.
Les membres du Quatuor ont collaboré à la réalisation du double CD enregistré sous la direction de Louis Peter Grijp, musicologue et directeur artistique de l'ensemble de musique ancienne Camerata Trajectina, dans le cadre d'un projet qui a conduit, en 2004, à l'édition des textes ainsi qu'à la reconstruction d'autant de mélodies que possible de l'Antwerps liedboek, un recueil de chansons néerlandaises, publié à Anvers en 1544.
En collaboration avec Johan Oosterman de l'université Radboud de Nimègue, le Quatuor vocal a, en 2006, puisé dans le répertoire du chansonnier de Hieronymus Lauweryn de Watervliet (vers 1500).
Lors des nombreux concerts et sur quelques CD, le Quatuor se fait parfois assister par des chanteurs et instrumentistes invités.

### Musique contemporaine
Le Quatuor Egidius chante non seulement la musique de la Renaissance, mais se voit également comme l'ambassadeur de la musique nouvelle des Pays-Bas.
En 2005, est sorti Egidius zingt Egidius, œuvre pour laquelle les compositeurs néerlandais Daan Manneke, Bart Visman, Calliope Tsoupaki, Joop Voorn, Jetse Bremer et le flamand Walter Hus ont écrit des pièces dédiées au Quatuor.  Avec Manneke, le Quatuor entretient une relation privilégiée.
Dans le cadre du Traces Festival of Voices, Bruno Nelissen et Ruud van Eeten ont écrit des morceaux sur des textes de Paul Celan pour la combinaison du Quatuor Egidius et du Prinse Quatuor (quatuor à cordes). 
Pour marquer le dixième anniversaire du quatuor, Bart Visman a écrit un cycle de madrigaux sur des textes de Léo Vroman, destiné au Quatuor Egidius et à la soprano Claron McFadden. 
Pour une série de concerts avec l'Ensemble à vent néerlandais (Nederlands Blazers Ensemble), Theo Loevendie, Cornelis de Bondt, Mayke Nas et Martijn Padding ont écrit de nouvelles pièces.

### Autres horizons
Pour éviter de tomber dans la routine, tout écart temporaire de ce répertoire du XVIe siècle ou contemporain néerlandais est considéré comme un changement bienvenu. 
C'est pour cette raison que le Quatuor a présenté un programme Schubert avec le pianiste Arthur Schoonderwoerd et la soprano Johannette Zomer et a chanté deux fois Die sieben Todsünden de Kurt Weill avec l'Orchestre philharmonique de Rotterdam et avec l'Ensemble à vent néerlandais. 
Le Quatuor a participé à la performance semi-scénique de la scène des Turcs du Bourgeois gentilhomme de Lully avec le Combattimento Consort Amsterdam et a fait, en collaboration avec Le Northern Consort, un programme autour des Odes de Henry Purcell.  Avec Cobla Principal d'Amsterdam, il a chanté des arrangements modernes des célèbres chants du Llibre Vermell (XIVe siècle).  En 2010, le Quatuor a chanté Opfergang de Hans Werner Henze avec l'Orchestre symphonique de Bochum (Bochumer Symphoniker).

## Concerts et festivals
Le Quatuor a chanté dans de nombreux endroits aux Pays-Bas, y compris les lieux réunis dans le Réseau pour la musique ancienne (Netwerk voor Oude Muziek).  Il a fait des tournées à travers la France, l'Espagne, la Bolivie, le Pérou et les États-Unis, et il s'est produit au Festival de musique ancienne à Utrecht, au Holland Festival, au Festival de Flandre, à Musica Flandrica, aux Tagen der Musik à Innsbruck, au Festival d'Ambronay, au Festival de Picardie à Amiens, au Festival du Périgord noir, au Musik Festival de Schleswig-Holstein, au Festival Gergiev, au National Gallery of Art de Washington, au Festival de musique ancienne à l'Institut néerlandais à Paris, aux Barock-Festspiele de Bad Arolsen, au Festival Radovljica en Slovénie et au Festival de musique ancienne de Dubrovnik.  Pendant quelques années, le Quatuor Egidius a eu son propre cycle de concerts à Rotterdam.  En 2002, il a fait ses débuts au Concertgebouw d'Amsterdam.